# Charlie Cole
Charles "Charlie" Cole (født 21. juni 1986 i New York City, New York, USA) er en amerikansk roer.
Cole vandt en bronzemedalje ved OL 2012 i London, som del af den amerikanske firer uden styrmand, der desuden bestod af Scott Gault,
Glenn Ochal og Henrik Rummel. Amerikanerne kom ind på en tredjeplads i finalen, hvor Storbritannien og Australien sikrede sig guld- og sølvmedaljerne. Han deltog i samme disciplin ved OL 2016 i Rio de Janeiro, hvor amerikanerne sluttede på 7. pladsen.

## OL-medaljer
- 2012:  Bronze i firer uden styrmand